# ثابت تعادل
ثابت تعادل یک واکنش شیمیایی، میزان بهره وری یک واکنش وقتی به تعادل شیمیایی رسیده است، می باشد. تعادل شیمیایی حالتی است که یک سامانه شیمیایی پویا و فعال پس از گذشت مدت زمان کافی به آن رسیده است. یعنی حالتی که در صورت وجود شرایط ثابت، اجزای یک واکنش شیمیایی، دیگر تمایل قابل سنجشی برای تغییر و تبدیل شدن به یک دیگر را ندارند. ثابت تعادل مستقل از غلظت مولار اولیه گونه های واکنش دهنده یا فراورده سامانه شیمیایی می باشد. البته در صورت داشتن غلظت مولار اولیه گونه های واکنش،(که به عنوان «مقادیر ثابت تعادل» شناخته می شوند) می توان برای تعیین نسبت اجزای سامانه شیمیایی هنگام تعادل مورد استفاده قرار داد. اگرچه، دما، نوع حلال و قدرت یونی همگی امکان تاثیر گذاری روی ثابت تعادل را دارند. 
دانش ثابت تعادل برای فهم بسیاری از سامانه های شیمیایی، ونیز فرآیند های بیوشیمیایی همچون جا به جایی اکسیژن توسط هموگلوبین در خون یا تعادل های اسید و بازی در بدن انسان امری ضروری است. 
ثابت پایداری، ثابت تشکیل، ثابت پیوند، ثابت تجمع و ثابت تفکیک، همگی از انواع ثابت تعادل هستند. 
ثابت تعادل، کمیت بدون بعد بوده که در تعادل های شیمیایی به صورت زیر تعریف می‌شود:
{\displaystyle \alpha A+\beta B...\rightleftharpoons \rho R+\sigma S...}
{\displaystyle K^{\ominus }={\frac {{\{R\}}^{\rho }{\{S\}}^{\sigma }...}{{\{A\}}^{\alpha }{\{B\}}^{\beta }...}}}
در این معادله {A} نشان دهنده فعالیت گونه A است.
همچنین می توان این فرمول را به شکل زیر نشان داد:
{\displaystyle K_{c}={\frac {{[R]}^{\rho }{[S]}^{\sigma }...}{{[A]}^{\alpha }{[B]}^{\beta }...}}}
در این رابطه [A] نشان دهنده غلظت گونه A است.

## تعاریف و ویژگی های اساسی
برای واکنش های برگشت پذیر در سامانه‌ شیمیایی که توسط یک معادله‌ شیمیایی همچون معادله عمومی زیر تعریف شده است:
{\displaystyle \alpha \,\mathrm {A} +\beta \,\mathrm {B} +\cdots \rightleftharpoons \rho \,\mathrm {R} +\sigma \,\mathrm {S} +\cdots }
ثابت تعادل ترمودینامیکی(که با{\displaystyle K^{\ominus }} نشان داده می شود) تعریف شده تا میزان بهره واکنش(Qt) را در زمانی که واکنش های رفت و برگشت با سرعتی ثابت در حال انجام هستند، نشان دهد  در حالت تعادل شیمیایی، نسبت اجزای سازنده مخلوط شیمیایی با گذشت زمان تغییر نمی کند و تغییرات انرژی آزاد گیبس یا {\displaystyle \Delta G} واکنش صفر است. اگر ترکیب یک مخلوط شیمیایی در حال تعادل، با افزودن مقداری واکنش‌دهنده تغییر کند، با گذشت زمان کافی، سامانه به حالت تعادل جدیدی می رسد. ثابت تعادل بدین طریق از معادله شیمیایی مخلوط در حال تعادل تعریف می‌شود:
{\displaystyle K^{\ominus }={\frac {\mathrm {\{R\}} ^{\rho }\mathrm {\{S\}} ^{\sigma }...}{\mathrm {\{A\}} ^{\alpha }\mathrm {\{B\}} ^{\beta }...}}={\frac {{[\mathrm {R} ]}^{\rho }{[\mathrm {S} ]}^{\sigma }...}{{[\mathrm {A} ]}^{\alpha }{[\mathrm {B} ]}^{\beta }...}}\times \Gamma }
{\displaystyle \Gamma ={\frac {\gamma _{R}^{\rho }\gamma _{S}^{\sigma }...}{\gamma _{A}^{\alpha }\gamma _{B}^{\beta }...}}}
که در آن {X} نشان دهنده فعالیت ترمودینامیکی واکنش‌دهنده X در حالت تعادل، [X] مقدار عددی غلظت مولار واکنش‌گر مربوط بر حسب مول در لیتر ، و γ ضریب فعالیت واکنش‌دهنده مربوط است. اگر X یک گاز باشد، به جای [X] مقدار عددی فشار جزئی({\displaystyle P_{X}}) بر حسب بار استفاده می شود. اگر بتوان فرض کرد که ضرایب فعالیت ({\displaystyle \Gamma })، در طیف وسیعی از شرایط تجربی مختلف، مانند pH ثابت است، ثابت تعادل را می توان به عنوان بازده واکنش درنظر گرفت.
{\displaystyle K_{c}=K^{\ominus }/\Gamma ={\frac {[\mathrm {R} ]^{\rho }[\mathrm {S} ]^{\sigma }...}{[\mathrm {A} ]^{\alpha }[\mathrm {B} ]^{\beta }...}}}
یک ثابت تعادل با تغییرات انرژی آزاد گیبس{\displaystyle \Delta G^{\ominus }} بدین صورت مرتبط می شود: 
{\displaystyle \Delta G^{\ominus }=-RT\ln K^{\ominus }}
که در آن R ثابت گاز جهانی ، T دمای مطلق (بر حسب کلوین)، و ln لگاریتم طبیعی است. این عبارت دلالت دارد که{\displaystyle K^{\ominus }} باید عددی خالص(بدون بعد) باشد و نمی تواند واحد داشته باشد، زیرا لگاریتم را فقط می توان از بدون بعد گرفت. {\displaystyle K_{c}} نیز باید عددی بدون بعد باشد. از طرف دیگر، با توجه بهره(پیشرفت) واکنش در حال تعادل:
{\displaystyle {\frac {[\mathrm {R} ]^{\rho }[\mathrm {S} ]^{\sigma }...}{[\mathrm {A} ]^{\alpha }[\mathrm {B} ]^{\beta }...}}(eq)}
کمیتی دارای واحد غلظت می باشد که ممکن است این واحد به توان رسیده باشد. در متون بیوشیمیایی از این ضرایب بهره واکنش اغلب به عنوان ثابت های تعادل یاد می شود.
برای مخلوط تعادلی گازها، ثابت تعادل را می توان بر حسب فشار نسبی یا فوگاسیته تعریف کرد.
ثابت تعادل به ثابت سرعت واکنش های رفت و برگشت،(kf و kr مربوط به واکنش های دخیل در رسیدن به تعادل) بدین صورت وابسته است:
{\displaystyle K^{\ominus }={\frac {k_{\text{f}}}{k_{\text{r}}}}}